# 九州殊口增九
波江座46，又名BD-07 838，HD 29009、SAO 131309、HR 1449，是波江座的一颗恒星，视星等为5.72，位于銀經202.47，銀緯-33.55，其B1900.0坐标为赤經4h 29m 2.2s，赤緯-6° -33.55′ 55″。